# Communauté de communes de Saint-Saëns-Porte de Bray
La communauté de communes de Saint-Saëns-Porte de Bray  est une ancienne communauté de communes française, située dans le département de la Seine-Maritime et la région Normandie. Elle regroupait l'ensemble des communes du canton de Saint-Saëns.

## Histoire
La communauté de communes a été créée par arrêté préfectoral du 30 décembre 1993 sous le nom de  Communauté de Communes du Canton de Saint-Saëns entre les communes de Bosc-Bérenger, Bosc-Mesnil, Bradiancourt, Critot, Mathonville, Montérolier, Neufbosc, Rocquemont, Sainte-Geneviève-enBray, Saint-Saëns, Sommery et les-Ventes-Saint-Rémy.
La communauté  a commencé à fonctionner le 1er janvier 1994 et fut la première communauté de communes créée en région Haute-Normandie.
La communauté s'est étendue à plusieurs reprises : Fontaine-en-Bray a adhéré en 1994 et Maucomble le 1er janvier 2000. Le 1er janvier 2010, la dernière commune du canton qui n'était membre d'aucune intercommunalité à fiscalité propre, Saint-Martin-Osmonville, a rejoint l'EPCI.
L'intercommunalité a pris sa dénomination actuelle en 2002.
Dans le cadre de l'approfondissement de la coopération intercommunale prévu par la Loi portant nouvelle organisation territoriale de la République (Loi NOTRe) du 7 août 2015, le projet de schéma départemental de coopération intercommunale présenté par le préfet de Seine-Maritime le 2 octobre 2015 prévoit la fusion des « communautés de communes du pays neufchâtelois (12 362 habitants), de Saint-Saëns – Porte de Bray (8 927 habitants), de Londinière excepté 1 commune (5 251 habitants) et de 11 communes de la communauté de communes de Bosc d’Eawy (5 228 habitants) ».
Conformément au SDCI définitif adopté en octobre 2016, la communauté de communes fusionne finalement avec la communauté de communes du Pays Neufchâtelois et huit communes issues de la communauté de communes du Bosc d'Eawy pour former au 1er janvier 2017 la communauté Bray-Eawy.

## Territoire communautaire

### Composition
L'intercommunalité regroupe, depuis 2010, quinze communes du département de la Seine-Maritime, regroupant, en 2012, 9 073 habitants :
| Nom                     | Code Insee | Gentilé                 | Superficie (km2) | Population (dernière pop. légale) | Densité (hab./km2) |
| ----------------------- | ---------- | ----------------------- | ---------------- | --------------------------------- | ------------------ |
| Maucomble (siège)       | 76417      | Maucomblais             | 5,07             | 404 (2014)                        | 80                 |
| Bosc-Bérenger           | 76119      | Bosc-Berengerois        | 3,38             | 175 (2014)                        | 52                 |
| Bosc-Mesnil             | 76126      | Bosc-Mesnillois         | 9,37             | 307 (2014)                        | 33                 |
| Bradiancourt            | 76139      | Bradiancourtais         | 4,11             | 231 (2014)                        | 56                 |
| Critot                  | 76200      | Critotais               | 7,05             | 493 (2014)                        | 70                 |
| Fontaine-en-Bray        | 76269      | Fontainesais            | 6,03             | 175 (2014)                        | 29                 |
| Mathonville             | 76416      | Mathonvillais           | 4,09             | 311 (2014)                        | 76                 |
| Montérolier             | 76445      | Monastériens-Olivétains | 11,70            | 588 (2014)                        | 50                 |
| Neufbosc                | 76461      | Neufboscois             | 5,14             | 405 (2014)                        | 79                 |
| Rocquemont              | 76532      |                         | 12,26            | 820 (2014)                        | 67                 |
| Sainte-Geneviève        | 76578      |                         | 14,33            | 286 (2014)                        | 20                 |
| Saint-Martin-Osmonville | 76621      | Saint-Martinais         | 21,34            | 1 160 (2014)                      | 54                 |
| Saint-Saëns             | 76648      | Saint-Saennais          | 25,50            | 2 569 (2014)                      | 101                |
| Sommery                 | 76678      | Sommerois               | 21,39            | 817 (2015)                        | 38                 |
| Ventes-Saint-Rémy       | 76733      | Ventois                 | 6,12             | 226 (2014)                        | 37                 |

## Politique et administration

### Siège
Le siège de l'intercommunalité est à La Pointe du Nord  à Maucomble.

### Politique et administration
La communauté de communes est administrée par son Conseil communautaire, composé de conseillers municipaux représentant chacune des communes membres.
Le conseil communautaire d'avril 2014 a élu son nouveau président, Jacky Hucher, maire de Saint-Saëns, ainsi que ses vice-présidents, qui sont : 
1. Carole Haimonet, maire de Saint-Martin-Osmonville, déléguée à la culture, au tourisme, aux loisirs et à l'animation sociale ;
2. Patrick Guérard, maire de Mathonville, délégué aux ordures ménagères, aux voiries et à l’activité économique ;

Le bureau de l'intercommunalité pour la mandature 2014-2020 est constitué du président, des vice-présidents et de  Colette Bertrand (maire de Sommery), Léon Bachelot (maire de Maucomble), Yvette Lorand-Pasquier et Robert Gressier (Sainte-Geneviève).

### Liste des présidents
| Période                                  | Période       | Identité        | Étiquette | Qualité |
| ---------------------------------------- | ------------- | --------------- | --------- | --- |
| Les données manquantes sont à compléter. |               |                 |           | |
| 1993                                     | novembre 2006 | Alain Le Vern   | PS        | Enseignant Maire de Saint-Saëns (1989 → 2001) Député de Seine-Maritime (12e circ.) (1988 → 2002) Président du Conseil régional de Haute-Normandie (1998 → 2013) Démissionnaire pour cumul des mandats |
| 28 novembre 2006                         | avril 2014    | Francis Sénécal | PS        | Maire de Critot (1989 → 2014) Conseiller général de Saint-Saëns (2001 → 2014) Vice-président du Conseil général (2004 → 2014)                                                                         |
| avril 2014,                              | décembre 2016 | Jacky Hucher    | PS        | Maire de Saint-Saëns (2005 → ) |

### Compétences
La communauté exerce les compétences qui lui sont transférées par les communes membres, dans le cadre des dispositions du code général des collectivités territoriales.
Il s'agit : 
- Développement économique (zone industrielle du Pucheuil-Saint-Saëns).
- Aménagement de l’espace.
- Voirie.
- Ordures ménagères.
- Actions culturelles et sportives.
- Animations sociales.
- Écostation intercommunale à la Pointe du Nord à Maucomble[6].

### Régime fiscal
La communauté de communes perçoit une fiscalité additionnelle aux impôts locaux des communes, avec FPZ (fiscalité professionnelle de zone) et sans FPE (fiscalité professionnelle sur les éoliennes).
Les taux de cette fiscalité additionnelle étaient, en 2015, de : 
- Taxe d'habitation : 5,81 %
- Taxe foncière sur les propriétés bâties : 3,50 %
- Taxe foncière sur les propriétés non bâties : 5,24 %
- Cotisation foncière des entreprises : 3,00 %[12].

## Projets et réalisations

### Développement économique
Le développement économique de l'intercommunalité est notamment assurée par la zone d’activités du Pucheuil qui accueille plusieurs entreprises : SOCOPAL (distribution de produits alimentaires), LDA (pièces automobiles d’occasion), MTA (transport-logistique), Tubao - Auzou Citernes (gestion des eaux pluviales), .